# Hogna proterva
Hogna proterva là một loài nhện trong họ Lycosidae.
Loài này thuộc chi Hogna. Hogna proterva được Carl Friedrich Roewer miêu tả năm 1959.